# Немачки оклопни крсташи класе Принц Адалберт
| Оклопни крсташи класе Принц Адалберт | Оклопни крсташи класе Принц Адалберт                                                |
| ------------------------------------ | ----------------------------------------------------------------------------------- |
|                                      |                                                                                     |
| Оклопни крсташ Принц Адалберт        |                                                                                     |
| Корисник                             | Немачка царска морнаричка застава                                                   |
| Почетак градње:                      | 1900—1901.                                                                          |
| Поринуће:                            | 1901—1902.                                                                          |
| Завршетак градње:                    | 1903—1904.                                                                          |
| Основне катактеристике               |                                                                                     |
| Дужина:                              | 127 метара                                                                          |
| Ширина:                              | 19,80 метара                                                                        |
| Газ:                                 | 7,60 метара                                                                         |
| Тежина:                              | 9.050 тона (стандардни депласман) 9.850 тона (пуни депласман)                       |
| Погон:                               | 12 котла Диселдорф-Ратингер, снаге: Фридрих Карл 18.540 КС Принц Адалберт 17.270 КС |
| Посада:                              | 557 официра и морнара                                                               |
| Наоружање:                           | Топови: 4 топа 210 mm, 10 топа 150 mm, 10 топа 88 mm, 10 топа 37 Торпеда: 3 × 450         |
| Максимална брзина:                   | 20,5 чворова                                                                        |
| Бродови класе                        |                                                                                     |
| Принц Адалберт, Фридрих Карл         |                                                                                     |

Оклопни крсташи класе Принц Адалберт су били немачки бродови изграђени пре Првог светског рата. Укупно су изграђена два брода ове класе, Принц Адалберт и Фридрих Карла.

## Историја
Оклопни крсташ Принц Хајнрих је послужио као прототип за градњу прве серије немачких оклопних крсташа. Главни недостатак прототипа је био премалени број топова главне артиљерије. По новом пројекту, одлучено је да се изграде два брода, с тим што би требало да се број топова главног калибра увећа до стандардних четири, али без повећања стандарне масе. Из тог разлога калибар топова главне артиљерије је смањен од 240 mm на 210 mm. Проучавајући дизајне претходних оклопних крсташа у свету, немачки конструктори су успели да увећају снагу парних машина и тако осигурају већу брзину бродова. 

## Тактичко-технички подаци
- Тежина:
  - 9.050 тона стандардни депласман
  - 9.850 тона пуни депласман
- Димензије:
  - Дужина: 127 метара
  - Ширина: 19,80 метара
  - Газ: 7.60 метара (средњи газ)
- Максимална брзина:
  - 20,5 чвора
- Погон: 3 парне машине са по 4 котла, 18.540 КС
- Максимална даљина пловљења: 5.000 наутичких миља/ 12 чвора
- Количина горива: 1630 тона угља
- Наоружање:
  - Главна артиљерија: 2 × 2 топа 240 mm
  - Помоћна артиљерија: 4 × 1 топа 150 mm у кулама и 6 × 1 топа 150 mm у казаматима
  - Малокалибарска артиљерија: 10 × 1 топа 88 mm и 10 × 1 топа 37 mm
  - Торпедне цеви: 3 x 450
- Оклоп:
  - Оклопни појас: 100-150 mm
  - Палуба: 30-50 mm
  - Артиљеријске куле 210 mm: 150 mm
  - Артиљеријске куле 150 : 100
- Посада: 557 официра и морнара

## Бродови
| Име            | Бродоградилиште              | Почетак градње | Поринуће      | Завршетак градње   | Белешка                     |
| -------------- | ---------------------------- | -------------- | ------------- | ------------------ | --------------------------- |
| Принц Адалберт | Kaiserliche Werft Kiel - Кил | Април 1900.    | 22. јун 1901. | 12. јануар 1904.   | Потопљен 23. октобра 1915.  |
| Фридрих Карл   | Blohm und Voss - Хамбург     | Август 1901.   | 21. јун 1902. | 12. децембар 1903. | Потопљен 17. новембра 1914. |

## Служба

### Принц Адалберт
Иако је Принц Адалберт уписан у списак флоте 12. јануара 1904. године, он се користио искључиво као школски артиљеријски брод све до 1914. године. Августа 1914. године, брод узима учешће у маневрима флоте отвореног мора. На почетку Првог светског рата он је укључен у састав 4. извиђачке групе и послат је у патролу поред ушћа реке Везер. Недуго затим је пребачен на Балтик где узима учешће у подршци постављања минских поља у источном делу Балтичког мора. Дана, 23. октобра 1915. године, торпедиран је од британске подморнице Е-8 близу Лијепаје, и тоне услед експлозије артиљеријског магацина, са готово свом посадом. 

### Фридрих Карл
Оклопни крсташ улази у строј 12. марта 1904. године, Дана, 17. маја 1905. године је изабран као пратња пароброда Кенинг Алберт, на којем се налазио цар Вилхелм II, који је посетио Шпанију и Средоземно море. Крајем маја исте године уписан је у састав извиђачких снага флоте. У лето 1904. године, од јуна до августа врши школску пловидбу до Холандије, Велике Британије и Норвешке. Августа Фридрих Карл узима учешће у маневрима царске флоте на Балтичком и Средоземном мору. Од краја марта до краја јуна 1905. године, Фридрих Карл пратни путнички брод Хамбург, за време путовања цара Вилхелм II по Средоземном мору. Током јула 1905. године прави школску пловидбу до Шведске, а фебруара 1906. учествује у обуци флоте у Данском пролазу. Дана, 5. марта 1908. године је пребачен у резерву, да би поново био уписан у списак флоте 1. марта 1909. године, као школски торпедни брод. У зиму 1911—1912. године се користи као помоћни ледоломац на Балтичком мору. Од 31. јула до 21. августа 1914. године, брод пролази необходну припрему за учествовање у кампањи флоте отвореног мора, због затегнуте политичке ситуације у Европи. Почетком Првог светског рата, уписан је у списак Балтичке флоте и послат је као подршка операцији полагање мина у источном делу Балтичког мора, као и да брани немачку обалу. Међутим, 17. новембра 1914. године, брод удара у две мине које су положили Руси. Команда брода је у почетку сматрала да је брод торпедиран. Посада је пребачена на лаку крстарицу Аугсбург, и брод се затим преврће и тоне. 